# Eg-Gü
Eg-Gü war ein deutsches Unternehmen für Schuhpflegemittel mit Sitz in Dresden. Der Name des Unternehmens wurde als Akronym aus dem Vor- und Nachnamen des Gründers Egbert Günther gebildet.

## Geschichte

### Bis 1945

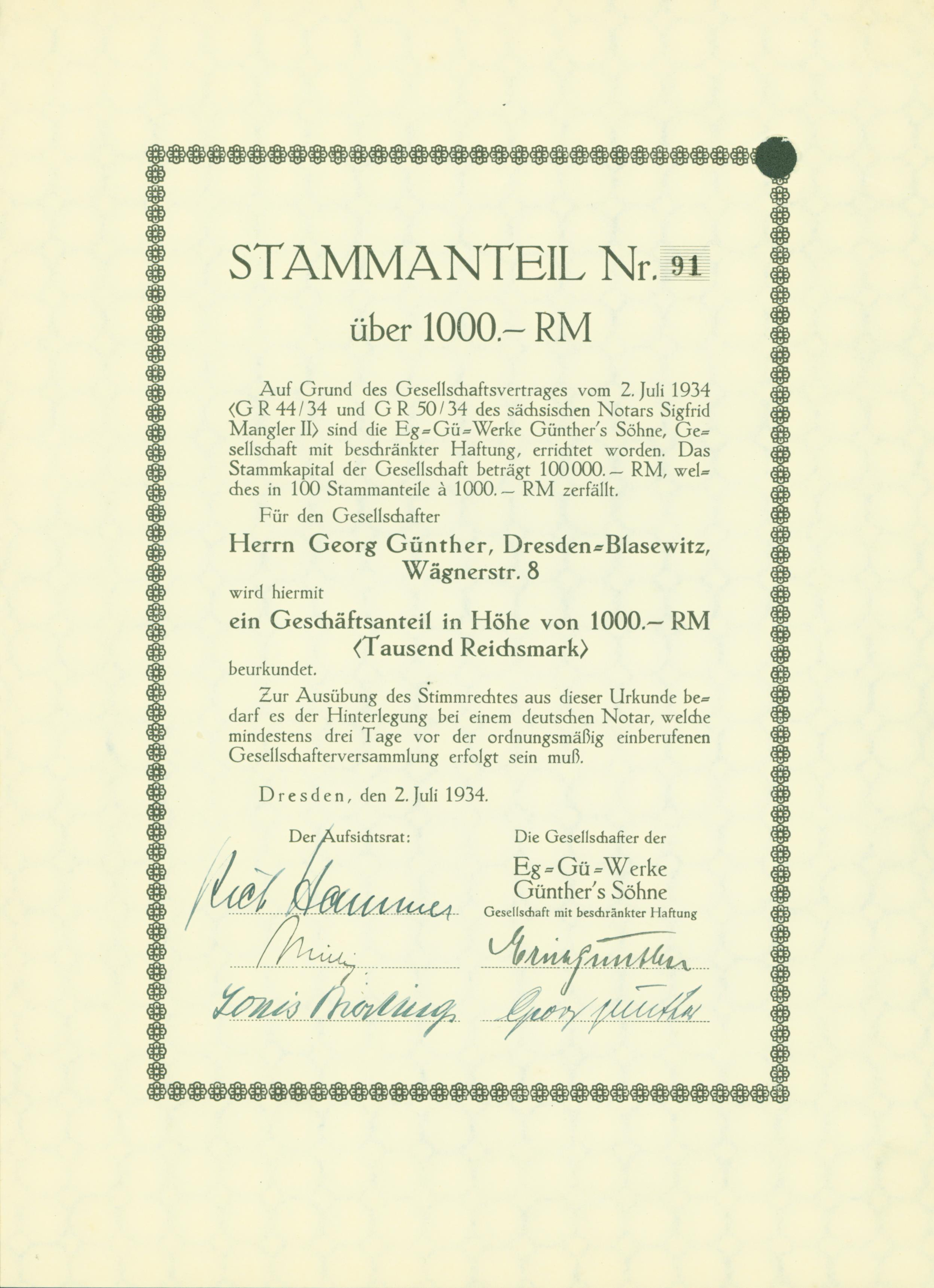
Geschäftsanteil an der Eg-Gü-Werke Günther’s Söhne GmbH vom 2. Juli 1934

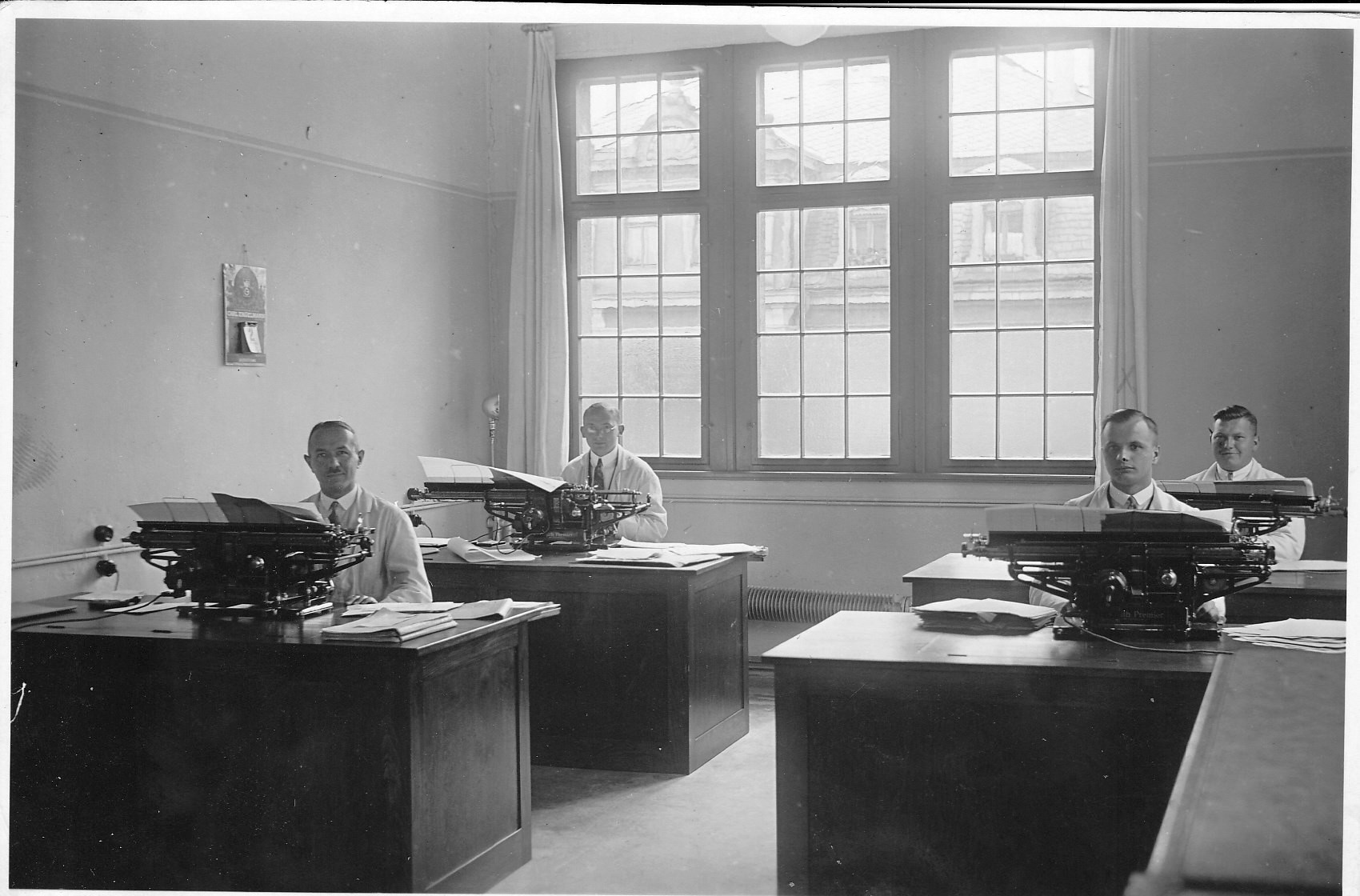
Maschinenbuchhaltung Eg-Gü, um 1928

Im Jahr 1888 gründete Egbert Günther in Meerane  in Sachsen das Unternehmen Welt-Wachs-Werk Egbert Günther Söhne zur Herstellung von Bohnerwachs. Kurze Zeit später siedelte er mit seinem Unternehmen nach Dresden-Johannstadt in die Pfotenhauerstraße um. Am 12. Dezember 1904 ließ Egbert Günther seinen Welt-Bohner-Wachs ohne Glätte patentieren.
Ab 1915 wurde die Produktpalette um Schuh- und Lederpflegemittel ergänzt. Als erstes Unternehmen der Welt füllte Eg-Gü ab 1919 Schuhcreme in Tuben ab. Im Jahr 1925 übernahm Eg-Gü eine Fabrik für Metalltuben und danach ein Fabrikgebäude der Schuhfirma Hammer auf der Augsburger Straße 1. Bereits 1928 bestanden Handelsbeziehungen auf allen Kontinenten und Eg-Gü war deutscher Marktführer in seiner Branche. Die Zahl der Beschäftigten betrug zu diesem Zeitpunkt rund 500 Mitarbeiter.
Ab den 1920er Jahren besaß Eg-Gü eine Zweigniederlassung in der Michaelkirchstraße 28 und ab Ende der 1930er Jahre eine Generalvertretung in der Köpenicker Str.113 im damaligen Berliner Postbezirk Südost 16 (SO 16) in Berlin-Mitte sowie ab den 1930er Jahren Fabriken in Österreich (Werk Wien), der Tschechoslowakei (Ústí nad Labem), Ungarn, Rumänien, Polen, Jugoslawien, Italien und der Schweiz. Ab etwa Mitte der 1930er Jahre firmierte Eg-Gü unter dem Namen Eg-Gü-Werke Günther’s Söhne GmbH.
Bei den Luftangriffen auf Dresden im Februar 1945 wurde auch die Fabrik getroffen und die Produktionsanlagen zu etwa 90 % zerstört.

### Ab 1946

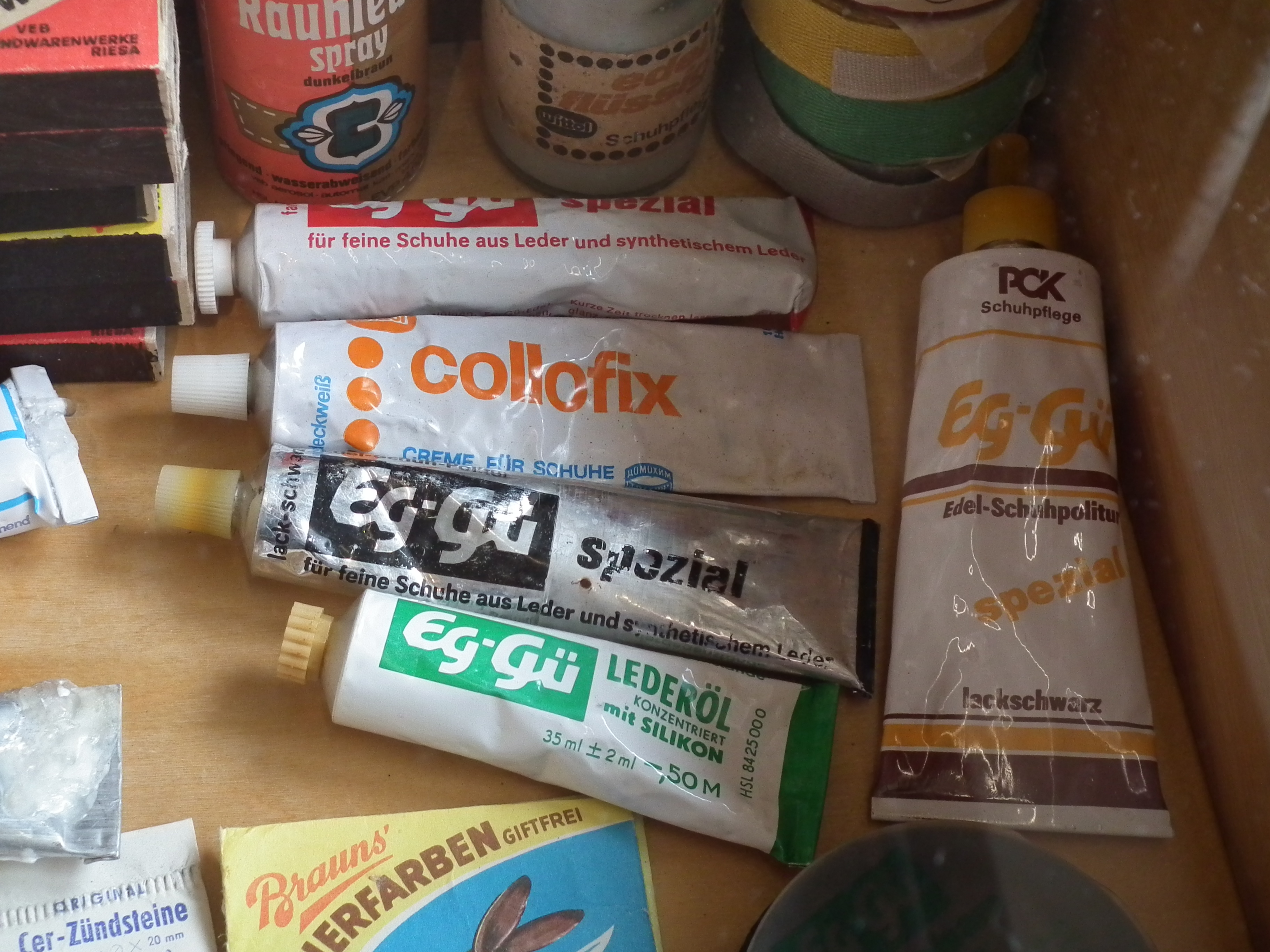
Produkte von Eg-Gü

Die Söhne Egbert Günthers konnten trotz der großen Zerstörungen ab 1946 die Produktion wieder aufnehmen und zudem eine breitere Produktpalette anbieten. Ab 1955 konnte Eg-Gü die ersten Produkte exportieren.
Im Rahmen der Enteignungswelle von 1972 wurde aus Eg-Gü der VEB Schuhpflegemittel Dresden. 1980 erfolgte eine Eingliederung in den VEB Wittol Wittenberg als Betriebsteil Schuhpflegemittelfabrik Dresden. Dieser Betrieb wiederum wurde 1984 zu einem Teil des VEB Petrolchemisches Kombinat Schwedt. Trotz der damit verbundenen Namensänderungen des Unternehmens, blieb der Markenname Eg-Gü auf den Produkten erhalten.

### Ab 1990

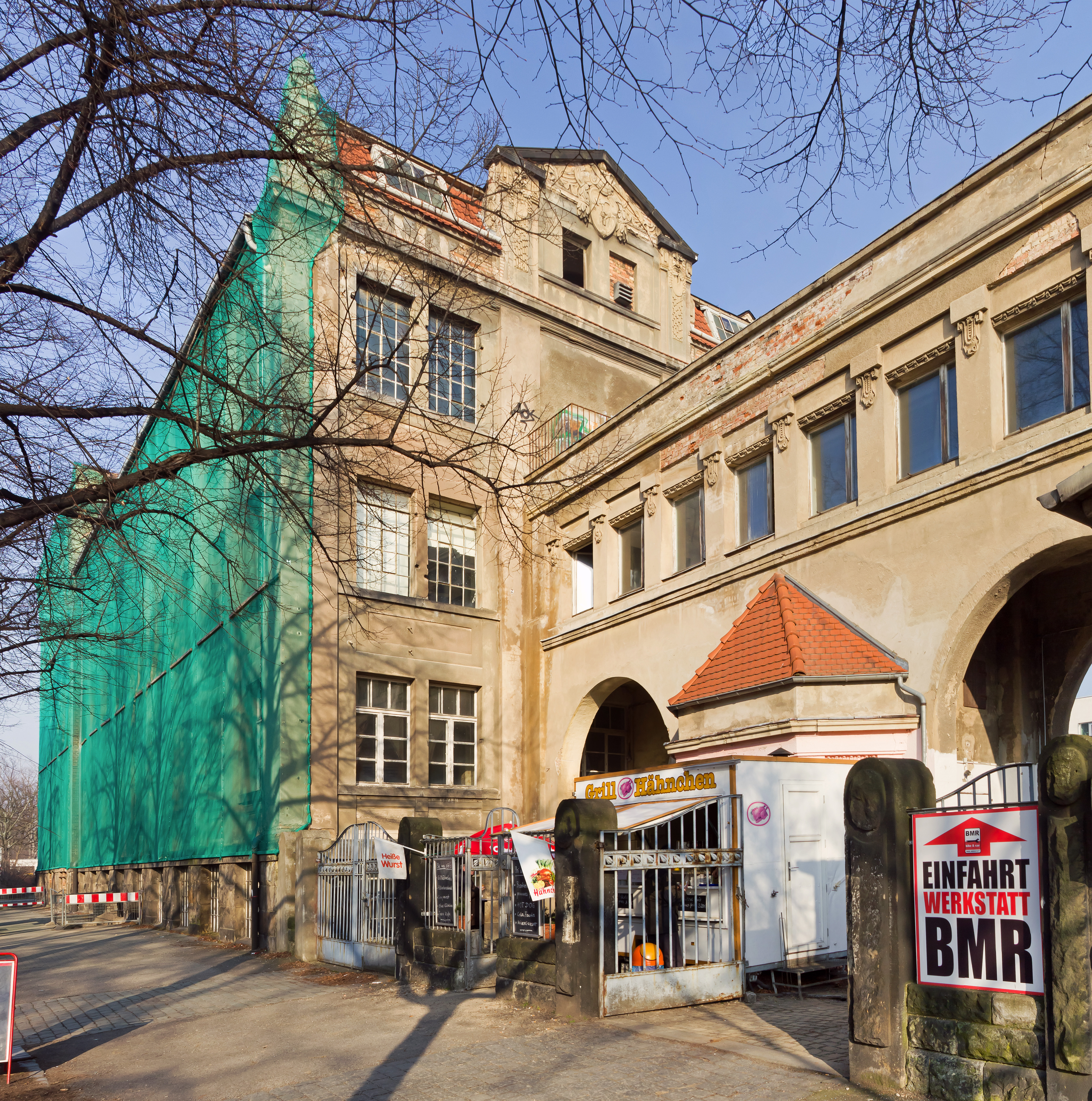
Fassade und Hofeinfahrt an der Augsburger Straße 1 in Dresden vor dem Abriss 2015

Nach der politischen und wirtschaftlichen Wende wurde 1990 die Eg-Gü Schuhpflegemittel GmbH gegründet. 1995 konnte bereits eine Produktpalette mit 72 Einzelprodukten angeboten werden. Als erster Hersteller in Deutschland setzte Eg-Gü seit 1997 auf lösungsmittelfreie Schuhpflegeprodukte. Im Jahr 1999 brachte Eg-Gü mit den Produkten „Lady flowers“ und „Men fresh“ Schuhcremes auf den Markt, die durch zugesetzte Duftstoffe einen angenehmeren Duft versprachen.
Nachdem das Unternehmen im August 2005 Insolvenz anmelden musste, wurde die Marke Eg-Gü im Dezember 2005 durch die OLI Laccos GmbH aus Lichtenau bei Chemnitz übernommen. Ende 2005 zog die Verwaltung nach Lichtenau um, die Produktion wurde wenige Monate später ebenfalls von Dresden nach Lichtenau verlagert. Die Schuhpflegemittel wurden in gleichem Umfang von dem neuen Unternehmen angeboten.
Anfang 2011 wurden die Produktionsstätten, Markenrechte und Rezepturen zur Herstellung der Schuhpflegemittel von der neugegründeten Eg-Gü-Werke GmbH übernommen. Eine sukzessive Erweiterung des Produktportfolios mit internationaler Ausrichtung sollte ab Mitte 2011 umgesetzt werden.
Im Herbst 2015 wurde das alte Eg-Gü-Werk in der Augsburger Straße in Dresden im Auftrag des Staatsbetriebs Sächsisches Immobilien- und Baumanagement abgerissen, um Platz für den Neubau des Medizinisch-Theoretischen Zentrums II des Universitätsklinikums Carl Gustav Carus Dresden der Technischen Universität Dresden zu schaffen.
Nach dem Abriss der Dresdner Fabrik und der dauerhaften Werkschließung in Lichtenau sowie der darauf folgenden Liquidation im Mai 2017 und der Löschung des Unternehmens am 17. August 2017 wurde im Handelsregister die Auflösung der Eg-Gü-Werke GmbH bekannt gemacht, womit eine 120-jährige Geschichte endete.
Nach verschiedenen Umschreibungen der seit 1920 eingetragenen Wortmarke Eg-Gü, ist die schweizerische Eg-Gü Werke AG in Genf seit August 2022 neuer Markeninhaber und vertreibt verschiedene Produkte unter dem Namen Eg-Gü.